# Southern Football League
Southern Football League (oficiálním názvem dle sponzora The Evo-Stik League Southern) je sedmá (Premier Division) a zároveň osmá (Division One Central, Division One South & West) nejvyšší fotbalová soutěž v Anglii (společně s Isthmian League a Northern Premier League). Geograficky zahrnuje jihozápadní Anglii, jih Centrální Anglie, jižní části Midlands a celý jih Walesu.
Soutěž byla založena v roce 1894 z iniciativy klubu Millwall Athletic (dnes Millwall FC). Poslední změna formátu ligy proběhla před sezónou 2018/19, kdy došlo k velké reorganizace nižších anglických soutěží.

## Sponzorské názvy soutěže
- 1894–1987: bez hlavního sponzora (Southern Football League)
- 1987–1996: Beazer Homes League
- 1996–2004: Dr Martens League
- 2004–2006: bez hlavního sponzora (Southern Football League)
- 2006–2009: British Gas League
- 2009–2011: Zamaretto League
- 2011–2013: Evo-Stik League Southern
- 2013–2014: Calor Gas League
- 2014–: Evo-Stik League Southern

## Vítězové
| Sezóna  | Division One          | Division Two               |
| ------- | --------------------- | -------------------------- |
| 1894/95 | Millwall Athletic     | New Brompton               |
| 1895/96 | Millwall Athletic     | Wolverton L & NWR          |
| 1896/97 | Southampton St Mary's | Dartford                   |
| 1897/98 | Southampton           | Royal Artillery Portsmouth |

Před sezónou 1898/99 byla Division Two rozdělena na dvě skupiny - London a South-West. Vítězové obou skupin poté sehráli finálový zápas o vítěze Division Two.
| Sezóna  | Division One | Division Two (London) | Division Two (SW) | Division Two – Finále |
| ------- | ------------ | --------------------- | ----------------- | --------------------- |
| 1898/99 | Southampton  | Thames Ironworks      | Cowes             | Thames vyhrál 3:1     |

Před sezónou 1899/1900 byl formát soutěže vrácen do původní podoby.
| Sezóna  | Division One        | Division Two    |
| ------- | ------------------- | --------------- |
| 1899/00 | Tottenham Hotspur   | Watford         |
| 1900/01 | Southampton         | Brentford       |
| 1901/02 | Portsmouth          | Fulham          |
| 1902/03 | Southampton         | Fulham          |
| 1903/04 | Southampton         | Watford         |
| 1904/05 | Bristol Rovers      | Fulham Reserves |
| 1905/06 | Fulham              | Crystal Palace  |
| 1906/07 | Fulham              | Southend United |
| 1907/08 | Queens Park Rangers | Southend United |
| 1908/09 | Northampton Town    | Croydon Common  |

Před sezónou 1909/10 byla Division Two rozdělena na dvě skupiny - A a B. Vítězové obou skupin poté sehráli finálový zápas o vítěze Division Two.
| Season  | Division One           | Division Two (A) | Division Two (B)       | Division Two – Finále |
| ------- | ---------------------- | ---------------- | ---------------------- | --------------------- |
| 1909/10 | Brighton & Hove Albion | Stoke            | Hastings & St Leonards | Stoke vyhrál 6:0      |

Před sezónou 1910/11 byl formát soutěže vrácen do původní podoby.
| Sezóna  | Division One        | Division Two   |
| ------- | ------------------- | -------------- |
| 1910/11 | Swindon Town        | Reading        |
| 1911/12 | Queens Park Rangers | Merthyr Town   |
| 1912/13 | Plymouth Argyle     | Cardiff City   |
| 1913/14 | Swindon Town        | Croydon Common |
| 1914/15 | Watford             | Stoke          |
| 1919/20 | Portsmouth          | Mid Rhondda    |

Před sezónou 1920/21 byla soutěž rozdělena na dvě regionální skupiny - Anglickou a Waleskou. Vítězové obou skupin poté sehráli finálový zápas o vítěze celé soutěže.
| Sezóna  | English Section                 | Welsh Section | Finále               |
| ------- | ------------------------------- | ------------- | -------------------- |
| 1920/21 | Brighton & Hove Albion Reserves | Barry         | Brighton vyhrál 2:1  |
| 1921/22 | Plymouth Argyle Reserves        | Ebbw Vale     | Plymouth vyhrál 3:0  |
| 1922/23 | Bristol City Reserves           | Ebbw Vale     | Ebbw Vale vyhrál 2:1 |

Před sezónou 1923/24 byly regionální skupiny sloučeny do dvou skupin - Eastern a Western. Vítězové obou skupin poté sehráli finálový zápas o vítěze celé soutěže.
| Sezóna  | Eastern Section                 | Western Section          | Finále                 |
| ------- | ------------------------------- | ------------------------ | ---------------------- |
| 1923/24 | Peterborough & Fletton United   | Yeovil & Petters United  | Yeovil vyhrál 3:1      |
| 1924/25 | Southampton Reserves            | Swansea Town Reserves    | Southampton vyhrál 2:1 |
| 1925/26 | Millwall Reserves               | Plymouth Argyle Reserves | Plymouth vyhrál 1:0    |
| 1926/27 | Brighton & Hove Albion Reserves | Torquay United           | Brighton vyhrál 4:0    |
| 1927/28 | Kettering Town                  | Bristol City Reserves    | Kettering vyhrál 5:0   |
| 1928/29 | Kettering Town                  | Plymouth Argyle Reserves | Plymouth vyhrál 4:2    |
| 1929/30 | Aldershot Town                  | Bath City                | Aldershot vyhrál 3:2   |
| 1930/31 | Dartford                        | Exeter City Reserves     | Dartford vyhrál 7:2    |
| 1931/32 | Dartford                        | Yeovil & Petters United  | Dartford vyhrál 2:1    |
| 1932/33 | Norwich City Reserves           | Bath City                | Norwich vyhrál 2:1     |

Před sezónou 1933/34 byla přidána do soutěže Central Section. Její zápasy ovšem nebyly započítávány, takže se vítěz Central Section nemohl zúčastnit konečného finále o vítěze soutěže.
| Sezóna  | Eastern Section       | Western Section          | Central Section          | Finále              |
| ------- | --------------------- | ------------------------ | ------------------------ | ------------------- |
| 1933/34 | Norwich City Reserves | Plymouth Argyle Reserves | Plymouth Argyle Reserves | Plymouth vyhrál 3:0 |
| 1934/35 | Norwich City Reserves | Yeovil & Petters United  | Folkestone               | Norwich vyhrál 7:2  |
| 1935/36 | Margate               | Plymouth Argyle Reserves | Margate                  | Margate vyhrál 3:1  |

Před sezónou 1936/37 byly Eastern a Western Section sloučeny do jedné skupiny. Central Section se přeměnila na Midweek Section, její zápasy nebyly započítávány do soutěže.
| Sezóna  | Southern League   | Midweek Section         |
| ------- | ----------------- | ----------------------- |
| 1936/37 | Ipswich Town      | Margate                 |
| 1937/38 | Guildford City    | Millwall Reserves       |
| 1938/39 | Colchester United | Tunbridge Wells Rangers |

Před sezónou 1945/46 byla zrušena Midweek Section.
| Sezóna  | Southern League        |
| ------- | ---------------------- |
| 1945/46 | Chelmsford City        |
| 1946/47 | Gillingham             |
| 1947/48 | Merthyr Tydfil         |
| 1948/49 | Gillingham             |
| 1949/50 | Merthyr Tydfil         |
| 1950/51 | Merthyr Tydfil         |
| 1951/52 | Merthyr Tydfil         |
| 1952/53 | Headington United      |
| 1953/54 | Merthyr Tydfil         |
| 1954/55 | Yeovil Town            |
| 1955/56 | Guildford City         |
| 1956/57 | Kettering Town         |
| 1957/58 | Gravesend & Northfleet |

Před sezónou 1958/59 byla soutěž rozdělena na dvě skupiny - North-Western a South-Eastern. Vítězové obou skupin poté sehráli finálový zápas o vítěze celé soutěže.
| Sezóna  | North-Western Section | South-Eastern Section | Finále             |
| ------- | --------------------- | --------------------- | ------------------ |
| 1958/59 | Hereford United       | Bedford Town          | Bedford vyhrál 3:0 |

Před sezónou 1959/60 proběhla velká reforma soutěže. Skupiny North-Western a South-Eastern Section sloučeny do Premier Division. Navíc byla přidána nižší soutěž Division One.
| Sezóna  | Premier Division | Division One    |
| ------- | ---------------- | --------------- |
| 1959/60 | Bath City        | Clacton Town    |
| 1960/61 | Oxford United    | Kettering Town  |
| 1961/62 | Oxford United    | Wisbech Town    |
| 1962/63 | Cambridge City   | Margate         |
| 1963/64 | Yeovil Town      | Folkestone Town |
| 1964/65 | Weymouth         | Hereford United |
| 1965/66 | Weymouth         | Barnet          |
| 1966/67 | Romford          | Dover           |
| 1967/68 | Chelmsford City  | Worcester City  |
| 1968/69 | Cambridge United | Brentwood Town  |
| 1969/70 | Cambridge United | Bedford Town    |
| 1970/71 | Yeovil Town      | Guildford City  |

Před sezónou 1971/72 byla Division One rozdělena na dvě skupiny - North a South.
| Sezóna  | Premier Division | Division One North | Division One South     |
| ------- | ---------------- | ------------------ | ---------------------- |
| 1971/72 | Chelmsford City  | Kettering Town     | Waterlooville          |
| 1972/73 | Kettering Town   | Grantham           | Maidstone United       |
| 1973/74 | Dartford         | Stourbridge        | Wealdstone             |
| 1974/75 | Wimbledon        | Bedford Town       | Gravesend & Northfleet |
| 1975/76 | Wimbledon        | Redditch United    | Minehead               |
| 1976/77 | Wimbledon        | Worcester City     | Barnet                 |
| 1977/78 | Bath City        | Witney Town        | Margate                |
| 1978/79 | Worcester City   | Grantham           | Dover                  |

Před sezónou 1979/80 přešlo třináct klubů Premier Division do nově založené Alliance Premier League. Z toho důvodu byly Premier Division, Division One North a Division One South sloučeny, a poté rozděleny do dvou regionálních skupin - Midland a Southern.
| Sezóna  | Midland Division | Southern Division |
| ------- | ---------------- | ----------------- |
| 1979/80 | Bridgend Town    | Dorchester Town   |
| 1980/81 | Alvechurch       | Dartford          |
| 1981/82 | Nuneaton Borough | Wealdstone        |

Před sezónou 1982/83 byla obnovena Premier Division, která se opět stala nejvyšší divizí soutěže. Midland Division a Southern Division se staly nejnižšími divizemi.
| Sezóna  | Premier Division    | Midland Division   | Southern Division      |
| ------- | ------------------- | ------------------ | ---------------------- |
| 1982/83 | Leamington          | Cheltenham Town    | Fisher Athletic        |
| 1983/84 | Dartford            | Willenhall Town    | Road-Sea Southampton   |
| 1984/85 | Cheltenham Town     | Dudley Town        | Basingstoke Town       |
| 1985/86 | Welling United      | Bromsgrove Rovers  | Cambridge City         |
| 1986/87 | Fisher Athletic     | VS Rugby           | Dorchester Town        |
| 1987/88 | Aylesbury United    | Merthyr Tydfil     | Dover Athletic         |
| 1988/89 | Merthyr Tydfil      | Gloucester City    | Chelmsford City        |
| 1989/90 | Dover Athletic      | Halesowen Town     | Bashley                |
| 1990/91 | Farnborough Town    | Stourbridge        | Buckingham Town        |
| 1991/92 | Bromsgrove Rovers   | Solihull Borough   | Hastings Town          |
| 1992/93 | Dover Athletic      | Nuneaton Borough   | Sittingbourne          |
| 1993/94 | Farnborough Town    | Rushden & Diamonds | Gravesend & Northfleet |
| 1994/95 | Hednesford Town     | Newport County     | Salisbury City         |
| 1995/96 | Rushden & Diamonds  | Nuneaton Borough   | Sittingbourne          |
| 1996/97 | Gresley Rovers      | Tamworth           | Forest Green Rovers    |
| 1997/98 | Forest Green Rovers | Grantham Town      | Weymouth               |
| 1998/99 | Nuneaton Borough    | Clevedon Town      | Havant & Waterlooville |

Před sezónou 1999/2000 byly Midland a Southern Division přejmenovány na Western a Eastern.
| Sezóna  | Premier Division | Western Division    | Eastern Division |
| ------- | ---------------- | ------------------- | ---------------- |
| 1999/00 | Boston United    | Stafford Rangers    | Fisher Athletic  |
| 2000/01 | Margate          | Hinckley United     | Newport IOW      |
| 2001/02 | Kettering Town   | Halesowen Town      | Hastings Town    |
| 2002/03 | Tamworth         | Merthyr Tydfil      | Dorchester Town  |
| 2003/04 | Crawley Town     | Redditch United     | King's Lynn      |
| 2004/05 | Histon           | Mangotsfield United | Fisher Athletic  |
| 2005/06 | Salisbury City   | Clevedon Town       | Boreham Wood     |

Před sezónou 2006/07 byly Western a Eastern Division přejmenovány na Division One Midlands a Division One South & West.
| Sezóna  | Premier Division | Division One Midlands | Division One South & West |
| ------- | ---------------- | --------------------- | ------------------------- |
| 2006/07 | Bath City        | Brackley Town         | Bashley                   |
| 2007/08 | King's Lynn      | Evesham United        | Farnborough               |
| 2008/09 | Corby Town       | Leamington            | Truro City                |

Před sezónou 2009/10 byla Division One Midlands přejmenována na Division One Central.
| Sezóna  | Premier Division     | Division One Central | Division One South & West |
| ------- | -------------------- | -------------------- | ------------------------- |
| 2009/10 | Farnborough          | Bury Town            | Windsor & Eton            |
| 2010/11 | Truro City           | Arlesey Town         | Totton                    |
| 2011/12 | Brackley Town        | St Neots Town        | Bideford                  |
| 2012/13 | Leamington           | Burnham              | Poole Town                |
| 2013/14 | Hemel Hempstead Town | Dunstable Town       | Cirencester Town          |
| 2014/15 | Corby Town           | Kettering Town       | Merthyr Town              |
| 2015/16 | Poole Town           | Kings Langley        | Cinderford Town           |
| 2016/17 | Chippenham Town      | Royston Town         | Hereford                  |

Před sezónou 2017/18 byly Division One Central a Division One South & West přejmenovány na Division One East a Division One West.
| Sezóna  | Premier Division | Division One East | Division One West |
| ------- | ---------------- | ----------------- | ----------------- |
| 2017/18 | Hereford         | Beaconsfield Town | Taunton Town      |

Před sezónou 2018/19 došlo k velké reorganizace soutěže. Premier Division byla rozdělena na dvě divize stejné úrovně, South Division a Central Division. Division One East a Division One West byly přejmenovány na Division One Central a Division One South.